# François de Neufville de Villeroy
François de Neufville de Villeroy, II duque de Villeroy (1685) (Lyon, 7 de abril de 1644 - París, 18 de julio de 1730) fue un mariscal y aristócrata francés al servicio de Luis XIV durante la guerra de sucesión española. Fue nombrado comandante en jefe del ejército francés en el frente italiano tras la destitución de Nicolas Catinat.

## Biografía
El duque de Villeroy provenía de una familia noble que se había levantado en provinencia durante el reinado de Carlos IX de Francia. Su padre, Nicolas de Neufville, marqués de Villeroy, había sido Mariscal de Francia y gobernador durante la juventud de Luis XIV, quien más tarde le nombró duque.
En 1693, sin haber asumido ningún mando realmente importante, se le nombra Mariscal de Francia gracias a su amistad con Luis XIV.

### Guerra de los Nueve Años
En 1695, durante la guerra de los Nueve Años, debido a la muerte de François-Henri de Montmorency, duque de Luxemburgo, obtuvo el mando del ejército francés en Flandes. Guillermo III lo encontró un adversario más fácil de derrotar que al duque de Luxemburgo.
Villeroy fue responsable del absurdo bombardeo de Bruselas de 1695, que obligó a reconstruirla totalmente. Paradójicamente, por este hecho hoy en día esa ciudad presenta una regularidad y unidad arquitectónica características.

### Guerra de sucesión española
En 1701 Villeroy fue destinado a Italia para sustituir a Nicolas Catinat, pero fue derrotado rápidamente por el príncipe Eugenio de Saboya en la Batalla de Chiari. En febrero de 1702 era hecho prisionero en la Batalla de Cremona, haciéndose famosa entre sus propios soldados la rima:

Par la faveur de Bellone,

Et par un bonheur sans égal,

Nous avons conservé Crémone

Et perdu notre général.

Traducido:

Por el favor de Bellona,

y por una felicidad sin igual,

Hemos conservado Cremona

Y perdido a nuestro general.

Efectivamente, los franceses conservaron Cremona y el resultado de la batalla fue neutral. Tras ser liberado, fue destinado al frente continental, donde se enfrentó al duque de Marlborough en los Países Bajos. Más bien por las propias dificultades internas de Marlborough con los comisarios aliados holandeses que por las habilidades de Villeroy, el desastre se atrasó, pero finalmente en mayo de 1706 el duque de Marlborough lo atacó y lo derrotó definitivamente en la Batalla de Ramillies.
Luis XIV consolaba a su viejo amigo con el comentario "A nuestra edad, uno ya no tiene suerte", pero le destituyó del mando. A partir de entonces Villeroy vivió la vida de un cortesano, y aun siendo considerado sospechoso de estar implicado en complots, mantuvo su amistad con Luis XIV de Francia.